# شماتسین
شماتسین (به آلمانی: Schmatzin) یک شهر و روستا در آلمان است که در Züssow واقع شده‌است. شماتسین ۳۰۴ نفر جمعیت دارد.